# Ugo Sirovich
Ugo Sirovich (Roma, 18 settembre 1878 – 1º gennaio 1954) è stato un magistrato e politico italiano.

## Biografia
Laureato in giurisprudenza. Entrato nella pubblica amministrazione nel 1897 è stato consigliere, segretario generale e presidente di sezione della Corte dei conti e capo di gabinetto al Ministero delle finanze.
Il 29 maggio 1939 venne nominato Senatore del Regno d'Italia per la XXX Legislatura.
Sposato con Amelia Angeletti, ebbe due figli: Carlo e Marcello. Morì all'età di 75 anni il giorno di Capodanno del 1954.